# Якушева, Любовь Борисовна
Любо́вь Бори́совна Я́кушева (16 июня 1947, Потсдам, ГДР — 10 ноября 1984, Москва, СССР) — поэт, переводчик, искусствовед, педагог.

## Биография
Любовь Якушева родилась 16 июня 1947 года в городе Потсдам, ГДР. Её родители, Борис Ильич Якушев и Лидия Фёдоровна Александрова, — участники Великой Отечественной войны.
В 1969 году после окончания музыкального училища поступила на отделение искусствоведения исторического факультета МГУ, через год — на филологический факультет МГУ. В 1977 году окончила оба факультета (филологический — с отличием). Владела четырьмя языками: немецким, английским, греческим, латынью. Преподавала латынь в 1-м Московском медицинском институте.

## Творчество
Переводила Сефериса, Варналиса, Катулла, Кавафиса, Элитиса, Гейне, Айхендорфа. При жизни Л.Якушевой было опубликовано более 200 поэтических переводов с новогреческого, немецкого, английского. Активно занималась научной работой. С детства писала стихи.
Первая книга стихов («Лёгкий огонь») вышла после смерти поэтессы, в 1989 году, в издательстве «Советский писатель». Предисловие к книге написано прозаиком и поэтом Анатолием Жигулиным.
В 1994 году в издательстве «Лира» вышла книга «Стихотворения и переводы». Предисловие к книге написано поэтессой и литературным критиком Александрой Истогиной.
В 1997 году вышел сборник стихов «Не надо уходить» (ИД «Красная площадь») и книга «Переводы» (издательство «Лира»).
В 1998 году увидел свет сборник «Сокровенное: неопубликованные стихи» (издательство «Лира»).
В 2001 году в издательстве МГУ им. М. В. Ломоносова вышла монография Л.Якушевой «Художественный язык Сефериса: лексический, композиционный и ритмический аспекты поэтики». Книга посвящена лауреату Нобелевской премии, греческому поэту Георгосу Сеферису.
Произведения и рецензии на книги Любови Якушевой печатались в газете «Литературная Россия», журналах «Знамя», «Юность», «Работница», «Студенческий меридиан».

## Отзывы
Александра Истогина: «Мы, бывает, говорим о духовности, плохо представляя, что же это такое. Поэзия Любови Якушевой даёт понять, почувствовать, пережить все очень конкретно — как духовную радость, духовную победу. Это поистине „смертию смерть поправ“ — прямое продолжение события, о котором поётся в Пасхальной литургии».
Анатолий Жигулин: «Любовь — главное чувство стихов Любови Якушевой. И это не случайность. Ведь так же и в жизни: Любовь — основа духа и бытия человечества. В этом великом смысле все стихотворения Л.Якушевой — о Любви». (из предисловия к книге «Не надо уходить», 1997).
Алексей Корнилов: «Говорить о феномене Л. Якушевой можно бесконечно. Но, думается, лучше обратиться к её стихам, которые раскроют душу поэта, расскажут о том, как человек смог побороть тяжёлый недуг и выстоять, сохранив при этом великую любовь ко всему живому». (газета «Волжские вести»).

## Болезнь и смерть
С детства у Любови Якушевой была неизлечимая болезнь лёгких. Скончалась в возрасте 37 лет. Похоронена в Москве на Митинском кладбище (участок 124).